# EM Embalming
Pour plus de détails, voir Fiche technique et Distribution.
EM Embalming (EM エンバーミング) est un film japonais réalisé par Shinji Aoyama, sorti en 1999.

## Synopsis
Une tête est volée chez une embaumeuse. Enquêtant sur la situation, elle plonge dans le marché du trafic d'organes et des religions occultes.

## Fiche technique
- Titre : EM Embalming
- Titre original : EM エンバーミング
- Réalisation : Shinji Aoyama
- Scénario : Shinji Aoyama et Izō Hashimoto d'après le roman de Michiko Matsuda
- Musique : Isao Yamada
- Photographie : Ihiro Nishikubo
- Montage : Shinji Aoyama et Sōichi Ueno
- Société de production : Gaga Pictures
- Pays :  Japon
- Genre : Drame, horreur, thriller
- Durée : 96 minutes
- Dates de sortie : 
  -  Japon : 30 juillet 1999

## Distribution
- Reiko Takashima : Miyako Murakami
- Yutaka Matsushige : le détective Hiraoka
- Seijun Suzuki : Kurume
- Toshio Shiba : Dr. Fuji
- Kōjirō Hongō : Jion
- Hitomi Miwa : Rika Shinohara
- Masatoshi Matsuo : Yoshiki Shingo

## Accueil
Mark Schilling pour The Japan Times a écrit à propos du film : « Alors que le film prend un tournant de comédie noire, la performance de Toshio Shiba dans le rôle du Dr. Fuji est la plus forte ; son voyage au bout de la nuit n'est pas une posture à la mode, vide de sens, mais un acte authentique, forgé dans les moulins sataniques de la colère, de la haine et du désespoir ».